# Bytkowice (Krajanów)
Bytkowice (niem. Zimmerhäuser) – przysiółek wsi Krajanów w Polsce, położony w województwie dolnośląskim, w powiecie kłodzkim, w gminie Nowa Ruda, w Sudetach Środkowych, w północnej części Wzgórz Włodzickich, pomiędzy centralną częścią Krajanowa a Sokolicą, na wysokości 600–620 m n.p.m.
W latach 1975–1998 przysiółek administracyjnie należał do województwa wałbrzyskiego.

## Historia
Bytkowice powstały w drugiej połowie XIX wieku jako jeden z wielu przysiółków w okolicy. Mieszkańcy miejscowości znaleźli zatrudnienie w licznych zakładach przemysłowych istniejących wtedy w dolinie Włodzicy. Po 1945 roku przysiółek został zaludniony tylko częściowo, wiele domów popadło w ruinę. W 1978 roku było tu 8 gospodarstw rolnych, w 1994 roku ich liczba zmalała do 3.

## Szlaki turystyczne
Powyżej Bytkowic przechodzi  szlak turystyczny ze Świerków do Nowej Rudy.